# Lutz-Peter Michna
Lutz-Peter „L. P.“ Michna (* 11. Dezember 1954 in Ost-Berlin; † 2012 in Berlin-Pankow) war ein deutscher Fotograf und Grafikdesigner.

## Leben
Nach der Prüfung zum Fotografen an der Handwerkskammer Potsdam im Jahr 1982 begann Michna seine Tätigkeit als hauptberuflicher Fotograf beim Militär-Bild-Dienst der Nationalen Volksarmee (NVA). Neben Reportagefotografie für den Militär-Verlag der NVA war Michna auch als Fotokünstler tätig. 1981 erschien die Fotoserie „Kurzbekanntschaften Rumänien“. 2008 trat er als hauptverantwortlicher Fotograf im Projekt „Pankower Bilderbögen“ auf.